# Ain Dara
El temple d'Ain Dara (en àrab معبد عين دارة, maʿbad ʿAyn Dāra) és un temple de l'edat del ferro situat al poble d'Ain Dara, a Síria, 67 km al nord d'Alep i a 10 km de les runes de la basílica de Simeó Estilita el Vell. Té semblances amb el Temple de Salomó, també conegut com el primer temple, tal com es descriu a la Bíblia Hebrea.

## Història
Aquest lloc, construït al segle x aC durant el període neohitita, va ser possiblement destinat a l'adoració d'Ixtar (deessa de la fertilitat), Astarte o Baal Hadad.
Va ser descobert el 1954, i es va iniciar les excavacions arqueològiques a partir del 1962.

## Descripció
El lloc porta el nom d'una font a 700 metres que es troba a l'est de la ciutat. Les restes monumentals del temple, inclosos els lleons i les esfinxs imponents, s'han trobat al nord-est de l'ortòstat del lleó al final de l'acròpoli.
Es tracta d'una estructura rectangular de 30 x 20m orientada al sud-est i construïda en tres fases: a la primera, datada entre 1300 i 1000 aC, hi pertanyen el pòrtic, la pronaos i la naos. La segona fase, datada entre 1000 i 900 aC va consistir a folrar de lloses de basalt el pòrtic i el passatge del pòrtic. En la tercera, entre 900 i 750 aC, hom va afegir un deambulatori al voltant del temple, ampliant la plataforma inicial.

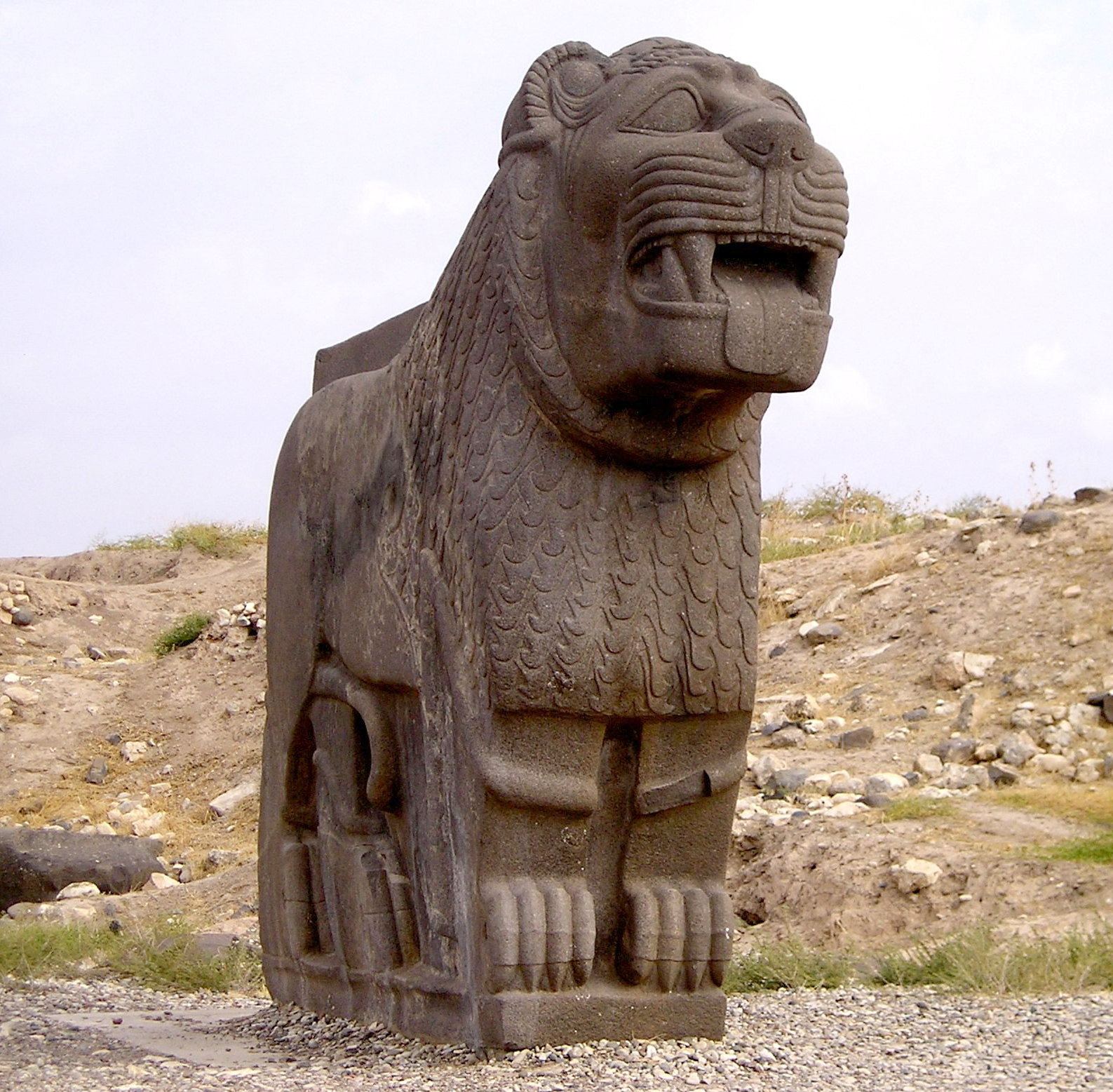
Escultura d'un lleó de basalt trobada el 1955

Esculpides al sol, a l'entrada del temple, s'hi poden veure tres grans petjades d'un metre de llarg: dos peus junts i un peu esquerre, simbolitzant la presència de la divinitat dins el temple. La conca de pedra s'utilitzaria per a les libacions religioses.
En els ortòstats laterals hi havia escultures de lleons i d'esfinx, tipològicament propers tant a un típic tema hitita com als querubins atribuïbles al primer temple hebraic. Molts arqueòlegs opinen que la planta del temple d'Ain Dara és clarament semblant a la descripció bíblica del temple de Salomó. En no haver estat mai documentat arqueològicament aquest darrer, alguns autors creuen que la descripció bíblica està inspirada en Ain Dara.
Hi ha unanimitat en considerar que aquest temple estava dedicat a la deessa Ixtar, nom amb què accadis, assiris i babilonis coneixien la deessa sumèria Inanna, esposa o filla d'Anu, senyor dels cels i déu suprem del panteó sumeri. Aquesta deessa els fenicis l'anomenaven Astarte i en certa manera es correspon a la grega Afrodita i la romana Venus. Però és la deessa-mare Aixera, tan sovint citada a la Bíblia i considerada pels antics jueus com l'esposa de Jahvè la forma més propera a Ixtar.
El 1955 hi fou descobert fortuïtament un monumental lleó de basalt, però fins al lustre 1980 - 1985 no fou excavat científicament.
Al magatzem de la casa del guardià, s'emmagatzemen, pel·lícules i objectes descoberts al lloc, incloent ceràmica

## Destrucció
El 26 de gener de 2018 va ser danyat significativament per les Forces Armades de Turquia durant la invasió al Cantó d'Afrin. Segons l'Observatori Sirià per als Drets Humans (OSDH), «l'escala de destrucció és del 60%».